# Piada interna
Uma piada interna é um tipo de piada cujo humor é compreensível apenas por algumas pessoas que pertencem a um certo grupo social, ocupação ou comunidade que possuam interesses comuns. Ou seja, a piada é apenas engraçada para aqueles que conhecem o contexto na qual ela é contada. Um livro publicado em 1998 por McFarland & Company cataloga muitas dessas referências na mídia popular: Film and Television In-Jokes: Nearly 2,000 Intentional References, Parodies, Allusions, Personal Touches, Cameos, Spoofs and Homages.
Parte da "força" de uma piada interna está no fato que sua audiência saber que há aqueles que irão ou não irão entender a piada.
Piadas internas são alusões enigmáticas para um terreno comum compartilhado que funciona como gatilhos. Somente aqueles que têm compartilhado o terreno comum dão uma resposta adequada. Uma piada interna pode ser um subtexto, onde alguém de repente começa a rir de algo que não é falado (muitas vezes depois pedir desculpas por fazê-lo, afirmando que o que eles estavam rindo era uma piada interna).

## Tipos

### Computação
Na computação, alguns programadores de computador escondem "piadas internas" no código de software na forma de "easter eggs", que escondem conteúdo que pode ser revelado, seguindo uma sequência de entradas.

### Cultura popular
Muitos programas de TV, como Family Guy, inserem inúmeras piadas internas em cada episódio, muitas vezes referindo-se a outros programas de TV ou filmes. Por exemplo, o filme de 2009 Star Trek estava cheio de referências de séries de TV Star Trek dos anos 60, e as referências eram constituídas por piadas internas para quem está familiarizado com as séries.